# Caldes d’Estrac
Caldes d'Estrac – gmina w Hiszpanii, w prowincji Barcelona, w Katalonii, o powierzchni 0,74 km². W 2011 roku gmina liczyła 2773 mieszkańców.